# Distretto di Tamarindo
Il distretto di Tamarindo è uno dei sette distretti della provincia di Paita, in Perù. Si trova nella regione di Piura e si estende su una superficie di 63,67 chilometri quadrati.
Istituito il 28 agosto 1920, ha per capitale la città di Tamarindo.